# Kommuner i regionen Murcia

Karta över kommuner i Murcia

Kommunerna i regionen Murcia är 45 till antalet.
Provinskod: 30
I tabellen anges INE-kod, namn, yta i km², befolkning 1 januari 2013 och befolkningstäthet inv/km².
| Kod | Kommun                    | Yta km² | Befolkning (2013) | Täthet inv/km² |
| --- | ------------------------- | ------- | ----------------- | -------------- |
| 001 | Abanilla                  | 235,62  | 6 560             | 27,84          |
| 002 | Abarán                    | 114,94  | 13 157            | 114,47         |
| 003 | Águilas                   | 251,77  | 34 930            | 138,74         |
| 004 | Albudeite                 | 17,02   | 1 371             | 80,55          |
| 005 | Alcantarilla              | 16,24   | 40 695            | 2505,85        |
| 902 | Alcázares, Los            | 19,82   | 16 568            | 835,92         |
| 006 | Aledo                     | 49,74   | 1 004             | 20,18          |
| 007 | Alguazas                  | 23,74   | 9 544             | 402,02         |
| 008 | Alhama de Murcia          | 311,55  | 21 182            | 67,99          |
| 009 | Archena                   | 16,40   | 18 369            | 1120,06        |
| 010 | Beniel                    | 10,06   | 11 160            | 1109,34        |
| 011 | Blanca                    | 87,32   | 6 460             | 73,98          |
| 012 | Bullas                    | 82,17   | 12 288            | 149,54         |
| 013 | Calasparra                | 184,90  | 10 558            | 57,10          |
| 014 | Campos del Río            | 47,29   | 2 176             | 46,01          |
| 015 | Caravaca de la Cruz       | 858,76  | 26 024            | 30,30          |
| 016 | Cartagena                 | 558,08  | 217 641           | 389,98         |
| 017 | Cehegín                   | 299,29  | 16 267            | 54,35          |
| 018 | Ceutí                     | 10,25   | 10 967            | 1069,95        |
| 019 | Cieza                     | 367,02  | 35 240            | 96,02          |
| 020 | Fortuna                   | 149,33  | 9 623             | 64,44          |
| 021 | Fuente Álamo de Murcia    | 273,52  | 16 679            | 60,98          |
| 022 | Jumilla                   | 969,00  | 25 710            | 26,53          |
| 023 | Librilla                  | 56,50   | 4 839             | 85,65          |
| 024 | Lorca                     | 1675,21 | 92 718            | 55,35          |
| 025 | Lorquí                    | 15,75   | 6 954             | 441,52         |
| 026 | Mazarrón                  | 311,87  | 35 661            | 114,35         |
| 027 | Molina de Segura          | 169,50  | 68 450            | 403,83         |
| 028 | Moratalla                 | 954,82  | 8 229             | 8,62           |
| 029 | Mula                      | 634,06  | 17 057            | 26,90          |
| 030 | Murcia                    | 886,00  | 438 246           | 494,63         |
| 031 | Ojós                      | 45,28   | 531               | 11,73          |
| 032 | Pliego                    | 29,43   | 3 901             | 132,55         |
| 033 | Puerto Lumbreras          | 144,81  | 14 564            | 100,57         |
| 034 | Ricote                    | 86,67   | 1 417             | 16,35          |
| 035 | San Javier                | 75,10   | 32 786            | 436,56         |
| 036 | San Pedro del Pinatar     | 22,32   | 24 102            | 1079,84        |
| 901 | Santomera                 | 44,20   | 15 793            | 357,31         |
| 037 | Torre-Pacheco             | 189,40  | 33 575            | 177,27         |
| 038 | Torres de Cotillas, Las   | 38,78   | 21 565            | 556,09         |
| 039 | Totana                    | 288,93  | 30 448            | 105,38         |
| 040 | Ulea                      | 40,04   | 935               | 23,35          |
| 041 | Unión, La                 | 24,79   | 19 263            | 777,05         |
| 042 | Villanueva del Río Segura | 13,18   | 2 449             | 185,81         |
| 043 | Yecla                     | 605,64  | 34 393            | 56,79          |